# Neoapterocis chilensis
Neoapterocis chilensis is een keversoort uit de familie houtzwamkevers (Ciidae). De wetenschappelijke naam van de soort werd in 2007 gepubliceerd door Lopes-Andrade.